# Нововасилівська сільська рада (Софіївський район)
| Нововасилівська сільська рада — колишній орган місцевого самоврядування у Софіївському районі Дніпропетровської області з адміністративним центром у с. Нововасилівка. Сільській раді підпорядковані населені пункти: - с. Нововасилівка - с. Базавлучок - с. Жовте - с. Нові Ковна - с. Нововітебське - с. Новоподільське - с. Одрубок - с. Тернуватка |

## Склад ради
Рада складається з 16 депутатів та голови.

## Керівний склад сільської ради
| ПІБ                         | Основні відомості                                                                     | Дата обрання | Дата звільнення |
| --------------------------- | ------------------------------------------------------------------------------------- | ------------ | --------------- |
| Горбунов Володимир Павлович | Сільський голова, 1952 року народження, освіта                                        | 26.03.2006   | 31.10.2010      |
| Горбунов Володимир Павлович | Сільський голова, 1952 року народження, освіта середня загальна, член Партії регіонів | 31.10.2010   |                 |

Примітка: таблиця складена за даними джерела